# Odontostilbe pao
Odontostilbe pao és una espècie de peix de la família dels caràcids i de l'ordre dels caraciformes.

## Morfologia
- Els mascles poden assolir 2,9 cm de llargària total.[1]

## Hàbitat
Viu en zones de clima tropical.

## Distribució geogràfica
Es troba a Sud-amèrica: riu Pao (conca del riu Orinoco a Veneçuela).